# 猶大福音
《猶大福音》（Gospel of Judas），是一本以科普特文記載的諾斯底主義該隱派福音書卷。
新教、天主教及東正教普遍視此書為偽經或異端作品。故現時只有《馬太福音》、《馬可福音》、《路加福音》及《約翰福音》四本納入《聖經》正典。《猶大福音》與其他聖經書卷所描述的猶大完全相反。一般教會視猶大為背叛耶穌的門徒，而《猶大福音》以正面的角度來看猶大，記述猶大是應耶穌要求而出賣耶穌。另外該書內容亦充滿諾斯底主義（神秘主義）的色彩，並指猶大是唯一得著耶穌真正福音的門徒。
出土的《猶大福音》經碳14科學鑑定寫於3世紀，專家推測原版的希臘文抄本應完成於2世紀，與路加福音最古老之聖經抄本的寫作時期相約。《猶大福音》共有66頁，目前僅鑑定出26頁的內容，其餘部份因破損嚴重而無法辨認。2006年，國家地理學會在復活節前公開發表《猶大福音》的專題，令經文再為人討論。

## 发掘经过
《猶大福音》失傳已久，原文應由希臘文寫成。现有版本为1978年在埃及的洞穴中發現，是古科普特文的譯本，写在莎草纸上。經碳14測定確定為公元280年（誤差±60年）的文本，於2006年4月完成翻譯，文字記述猶大應耶穌的要求而出賣耶穌，目的是為了幫助耶穌蛻除肉體的束縛，從而釋放神性。美国国家地理学会于2006年4月6日向外界公布了翻译内容。2006年5月的国家地理杂志刊载了相关报道。有學者對国家地理学会的翻译質疑，認為《猶大福音》中称犹大为 daimon 应译为“demon”（惡魔）。

## 爭議
傳統教會一直堅持耶穌被猶大出賣，以鮮血為人類救贖，《猶大福音》最具爭議之處，在於耶穌與猶大的關係不同於一般正統的認知。經文指猶大受到耶穌的啟示而「出賣」耶穌，幫助耶穌及早擺脫人性、回復神的地位。　
在公元紀年初期，自稱福音的文獻有約三十本，約公元180年，一位基督教會教父爱任纽曾斥責違背「異端」偽造《猶大福音》，妖言惑眾。《猶大福音》本身亦有「多神論」的影子。
有別於四福音的敘事手法，《猶大福音》以對話方式，記錄耶穌和猶大的談話內容，並形容耶穌感到孤獨及對存在人世的厭煩，又指天國由十大天使分管天堂，亞當是由其中一個大天使所創造。
傳統基督教會認為：猶大福音非真正的福音書，是諾斯底主義的偽典著作；然而諾斯底主義亦認為大公教會才是被物質之神欺騙而走向滅亡。耶穌基督啟示了無限榮美與奧秘的真知予猶大，因為在猶大福音的描述中，他是唯一擁有悟性與靈知的使徒；但猶大也因此背負了最沉重的使命。耶穌對猶大說：「你將要成為第十三位，並蒙眾世代咒詛，而你將要管轄他們，在最後的時日他們將會因著你得昇至神聖之世代而滿口咒詛。」更對他說：「但你必超越他們（指其餘使徒），因為你將要以裹著我的這個軀體作獻祭，你就是在最後背負著我的人，卻受到世人的苛責。此刻你將增添更多的悲哀，你的號角已昇起，你的敵愾已燃起，你的肉身已逝去，你的星亦已油盡燈枯。」

### 引用
1. ↑  .   [2009-12-24]. （原始内容存档于2015-02-25）.
2. ↑  .   [2007-07-07]. （原始内容存档于2016-08-19）.
3. ↑  The Thirteenth Apostle: What the Gospel of Judas Really Says, April D. Deconick, ISBN 0-8264-9964-3